# Crneta
Crneta je naseljeno mjesto u općini Foča, Republika Srpska, BiH. Popisano je kao samostalno naselje na popisu 1961., a na kasnijim popisima ne pojavljuje se, jer je 1962. pripojeno Glušcima (Sl.list NRBiH, br.47/62). Okolna naselja su Kratine, Glušca, Jasenovo, Anđelije, Marevo, Rodijelj i Zabor.
Glušca pripadaju fočanskim selima koja od 2000. pa do danas nemaju električne struje.

## Stanovništvo
| Narod     | Popis 1961. |
| --------- | ----------- |
| Hrvati    |             |
| Muslimani | 56          |
| Srbi      | 17          |
| ostali    |             |
| Ukupno    | 73          |